# Luke Waterfall
Luke Matthew Waterfall (sinh ngày 30 tháng 7 năm 1990) là cầu thủ bóng đá chuyên nghiệp người Anh đang chơi ở vị trí hậu vệ cho Lincoln City.
Anh từng chơi cho Barnsley, Tranmere Rovers, Altricham, Ilkeston Town và Gainsborough Trinity và Scunthorpe United, Macclesfield Town, Mansfield Town và Wrexham.